# Cleidogona baroqua
Cleidogona baroqua är en mångfotingart som beskrevs av Shear 1972. Cleidogona baroqua ingår i släktet Cleidogona och familjen Cleidogonidae. Inga underarter finns listade i Catalogue of Life.